# هالبينو
الهالبينو أو خلابينيو (بالإسبانية: Jalapeño)‏ هو فلفل حار من أصل مكسيكي، أصل تسميته مدينة مكسيكية «خالابا Xalapa».

## اللون وكيفية القطف
لونه أخضر أو أحمر حسب درجة نضوجه وعادة تستهلك في حين لا تزال خضراء، القطف يكون بعد 70 يوماً من الزرع، وكل نبتة تُعطي حوالي 30 ثمرة. وهي شجيرة يبلغ طولها حوالي 60-120 سم.

## الطول وقوة الطعم الحار
يبلغ طوله من 5 إلى 9 سم ويبلغ قوة طعمه الحار 1,000-20,000 على مقياس سكوفيل.

## معرض الصور

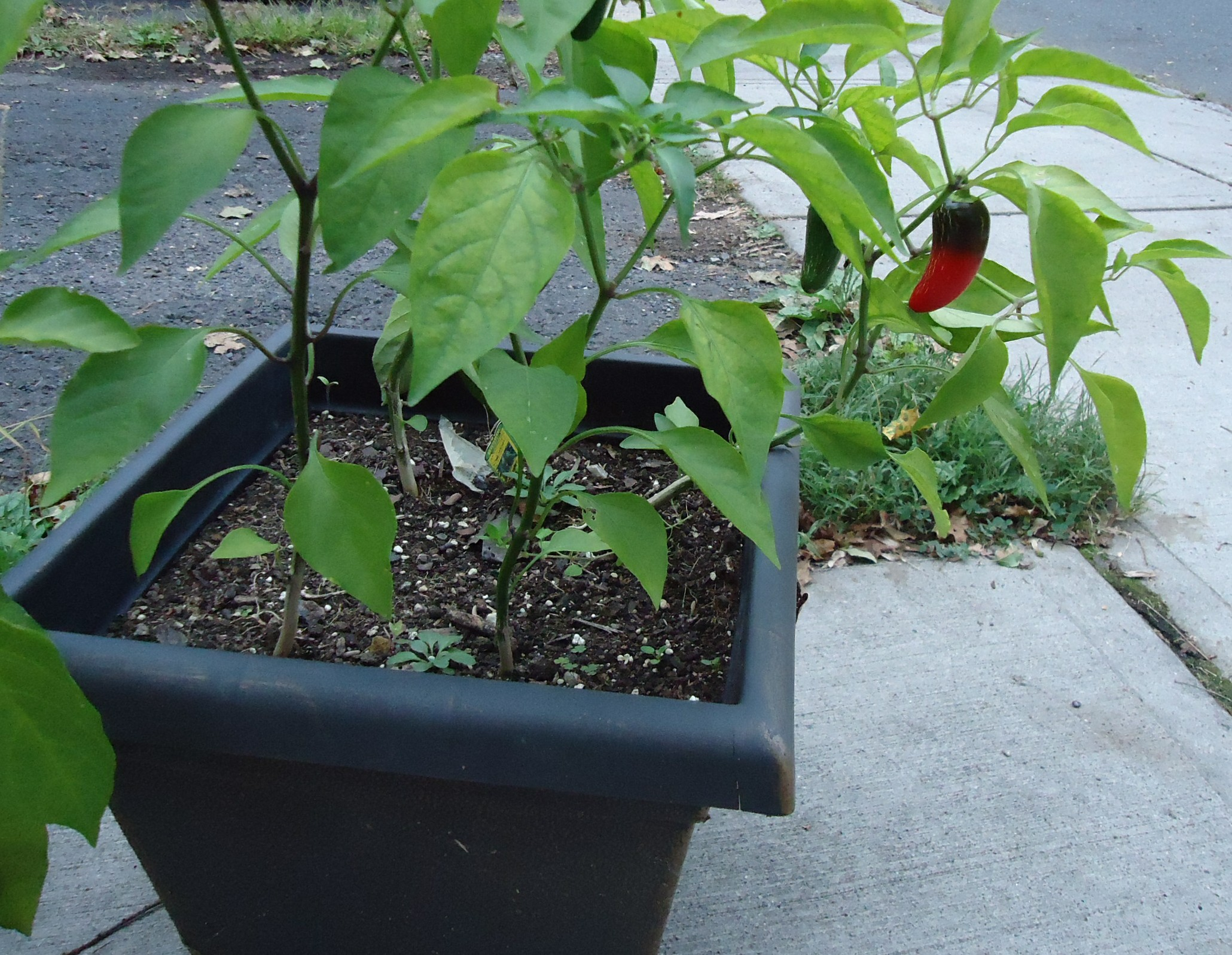
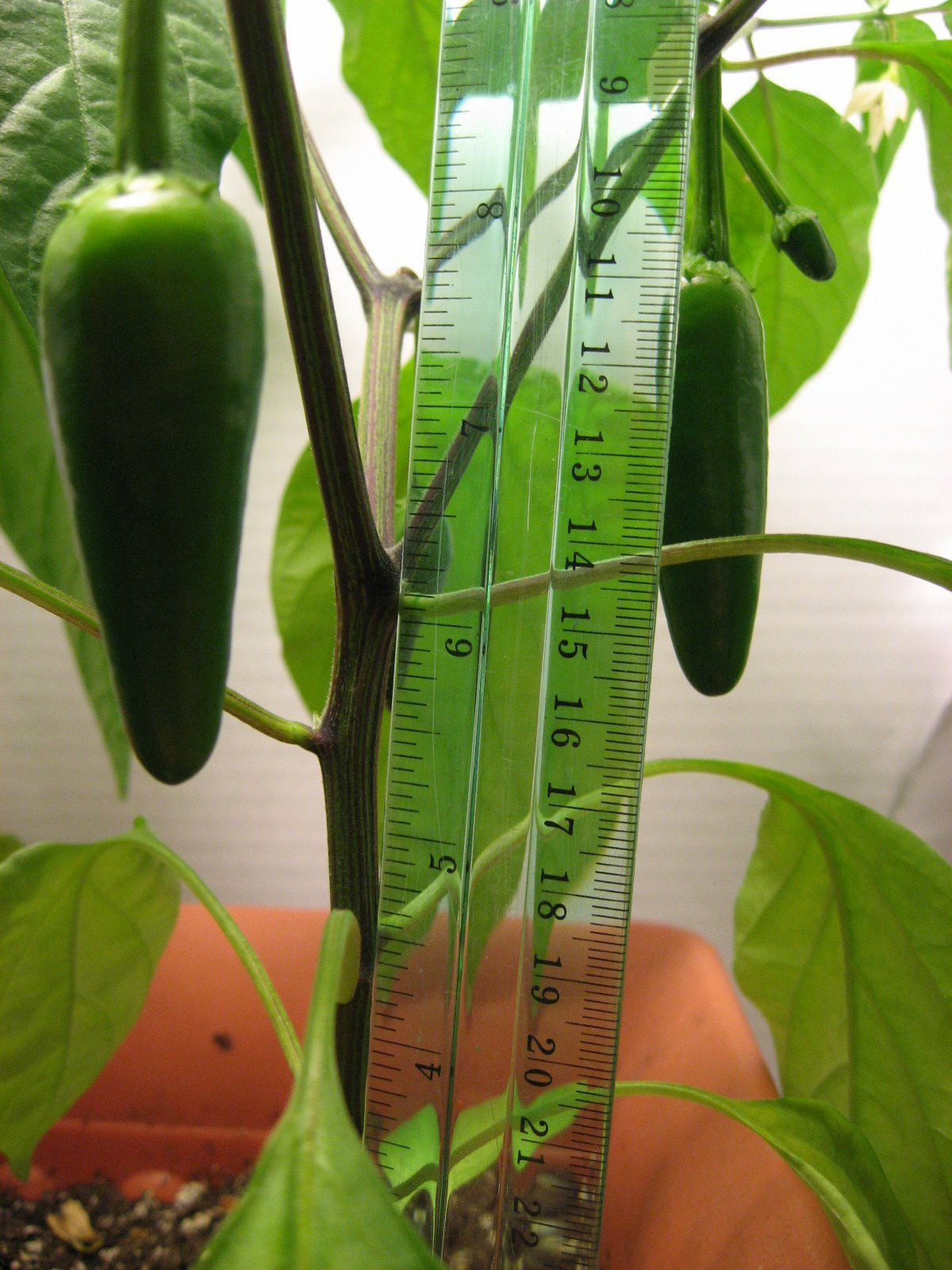
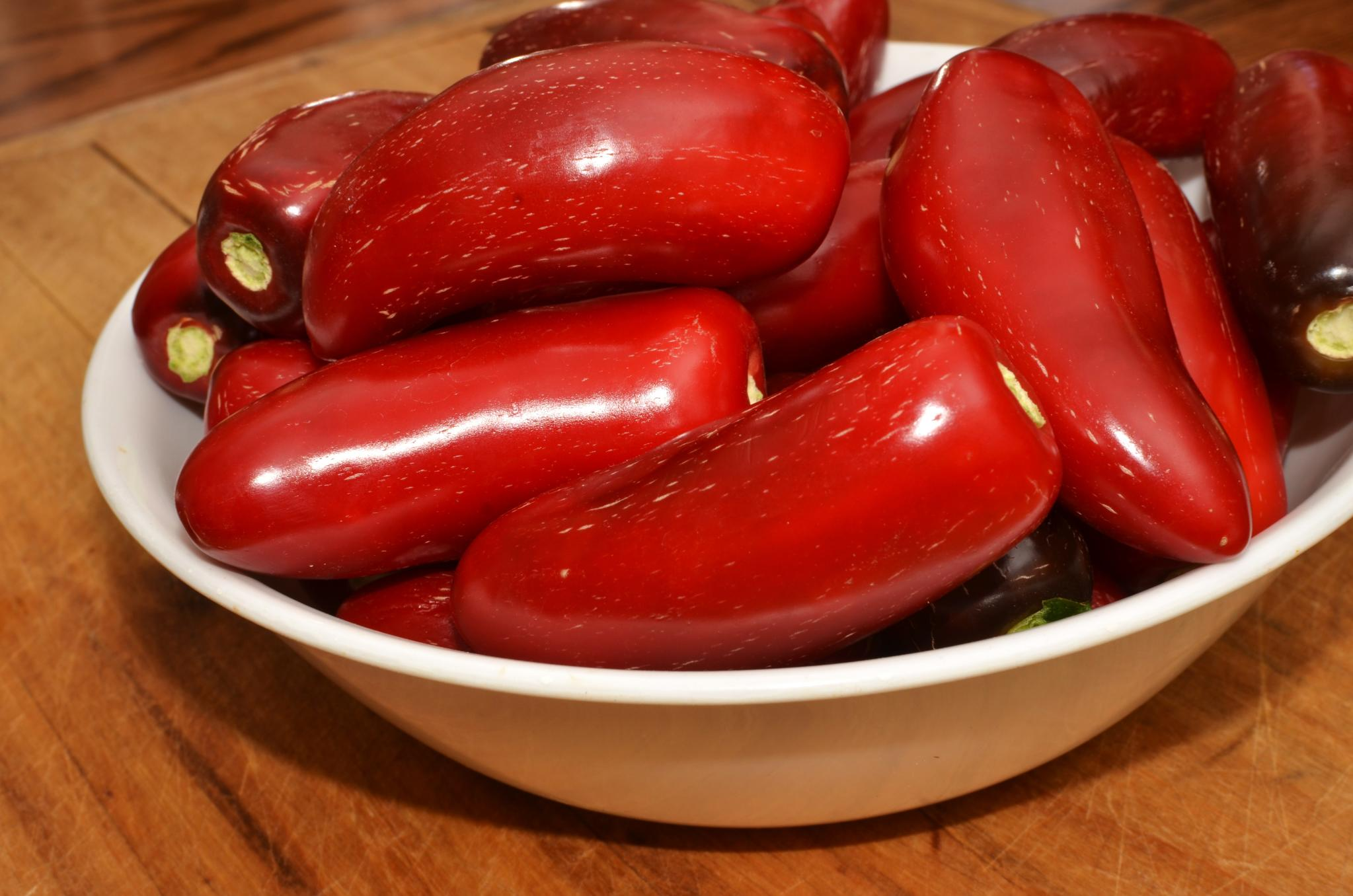
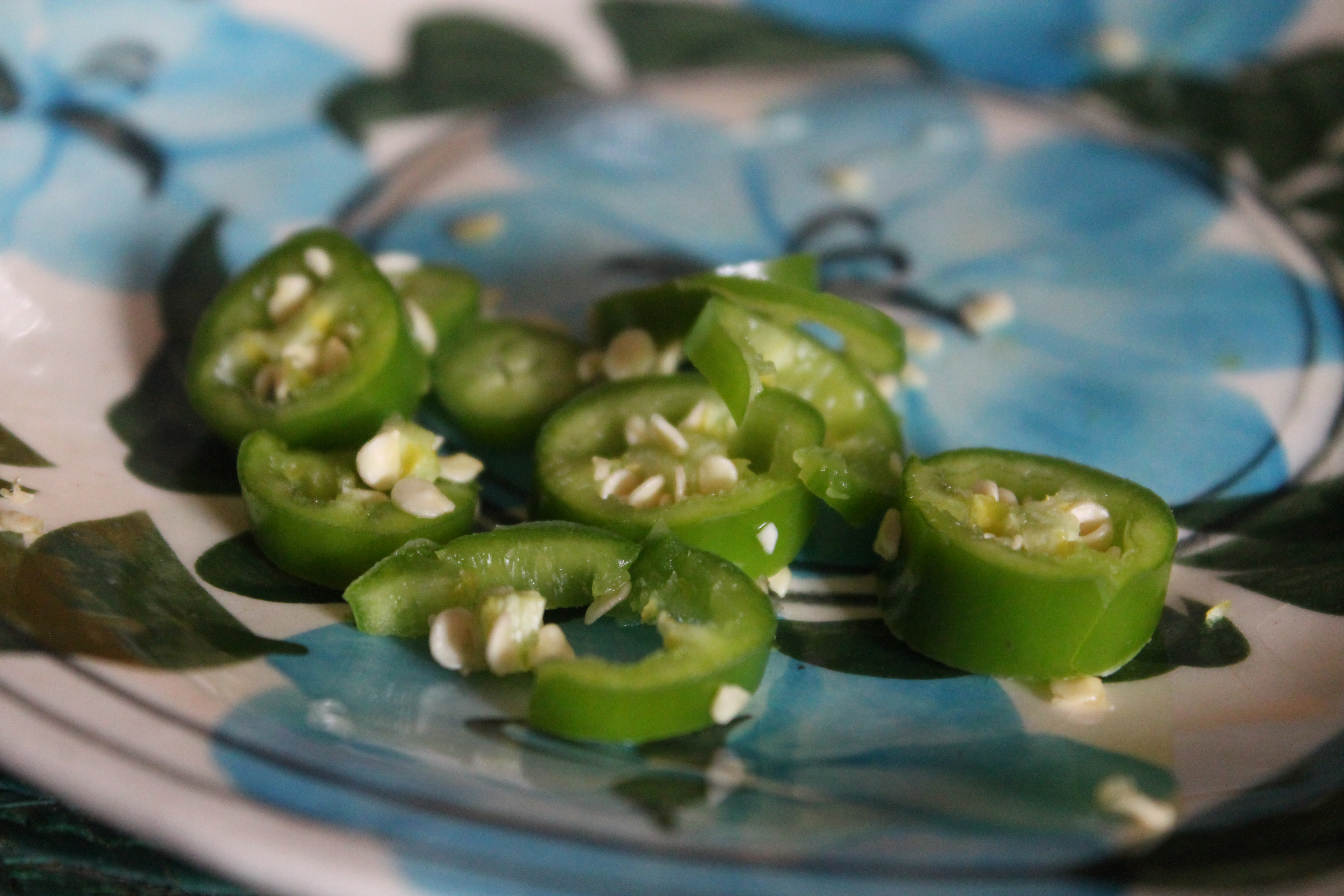
شرائح الهالبينو